# 113e congrès des États-Unis
3 janvier 2013 – 3 janvier 2015
Sessions
Précédent Suivant
Le 113e congrès des États-Unis est la législature fédérale américaine qui se déroule du 3 janvier 2013 au 3 janvier 2015.
Les 435 représentants ont été élus le 6 novembre 2012. Au Sénat, renouvelé par tiers tous les deux ans, 33 membres sur 100 ont été élus le même jour, les autres ayant été élus en 2010 et en 2008.
Les démocrates sont majoritaires au Sénat depuis 2007, tandis que les républicains le sont à la Chambre des représentants depuis 2011.
Patrick Leahy est le président pro tempore du Sénat. John Boehner exerce les fonctions de Speaker de la Chambre des représentants. Kevin McCarthy, représentant républicain de Californie, est le chef de la majorité à la chambre des représentants (succédant à Eric Cantor en juillet 2014), et Nancy Pelosi, représentante démocrate de Californie est le chef de l'opposition à la chambre des représentants.

## Composition politique

### Sénat

Composition du Sénat au 6 juin 2013.
Parti républicain: 46 membres.
Parti démocrate: 52 membres.
Indépendants: 2 membres.

|                        | Parti        | Parti        | Parti | Total | Vacants |
| ---------------------- | ------------ | ------------ | ----- | ----- | ------- |
|                        |              |              |       | Total | Vacants |
| Démocrates             | Indépendants | Républicains |       | Total | Vacants |
| Fin du 112e Congrès    | 51           | 2            | 47    | 100   | 0       |
|                        |              |              |       |       |         |
| Début (3 janvier 2013) | 53           | 2            | 45    | 100   | 0       |
| 3 juin 2013            | 52           | 2            | 45    | 99    | 1       |
| 6 juin 2013            | 52           | 2            | 46    | 100   | 0       |

### Chambre des représentants

Composition de la Chambre des représentants au 6 juin 2013.
Parti républicain: 234 membres.
Parti démocrate: 201 membres.

|                        | Parti        | Parti | Total | Vacants |  |
| ---------------------- | ------------ | ----- | ----- | ------- |  |
|                        |              |       | Total | Vacants |  |
| Démocrates             | Républicains |       | Total | Vacants |  |
| Fin du 112e Congrès    | 191          | 240   | 431   | 4       |  |
|                        |              |       |       |         |  |
| Début (3 janvier 2013) | 200          | 233   | 433   | 2       |  |
| 22 janvier 2013        | 200          | 232   | 432   | 3       |  |
| 9 avril 2013           | 201          | 232   | 433   | 2       |  |
| 7 mai 2013             | 201          | 233   | 434   | 1       |  |
| 4 juin 2013            | 201          | 234   | 435   | 0       |  |

## Dirigeants

### Sénat
| Position | Position              | Nom                 | État d'élection | Depuis |
| -------- | --------------------- | ------------------- | --------------- | ------ |
|          | Président             | Joe Biden (D)       | Delaware        | 2009   |
|          | Président pro tempore | Patrick Leahy (D)   | Vermont         | 2012   |
|          | Chef de la majorité   | Harry Reid (D)      | Nevada          | 2007   |
|          | Whip démocrate        | Dick Durbin (D)     | Illinois        | 2007   |
|          | Chef de l'opposition  | Mitch McConnell (R) | Kentucky        | 2007   |
|          | Whip républicain      | John Cornyn (R)     | Texas           | 2013   |

### Chambre des représentants
| Position | Position             | Nom              | État d'élection | Depuis |
| -------- | -------------------- | ---------------- | --------------- | ------ |
|          | Speaker              | John Boehner (R) | Ohio            | 2011   |
|          | Chef de la majorité  | Kevin McCarthy   | Californie      | 2014   |
|          | Whip républicain     | Steve Scalise    | Louisiane       | 2014   |
|          | Chef de l'opposition | Nancy Pelosi (D) | Californie      | 2011   |
|          | Whip démocrate       | Steny Hoyer      | Maryland        | 2011   |